# Nieve Jennings
Nieve Jennings (Bishopbriggs, 1987) è una modella scozzese incoronata Miss Scozia e Miss Regno Unito nel 2007.
Ha in seguito rappresentato la Scozia a Miss Mondo 2007 a Sanya, in Cina. Pur non riuscendo a raggiungere le semifinali del concorso, ha ottenuto la seconda posizione in due degli eventi preliminari: Miss World Sports e Miss World Talent. In seguito ha anche rappresentato il Regno Unito a Miss International 2008 a Macao, sempre in Cina, ma anche in questo caso non è riuscita a classificarsi.